# Homberk
Homberk (nemško Höhenbergen) je naselje v Občini Velikovec v Okraju Velikovec na Koroškem v Avstriji.